# Meato nasal

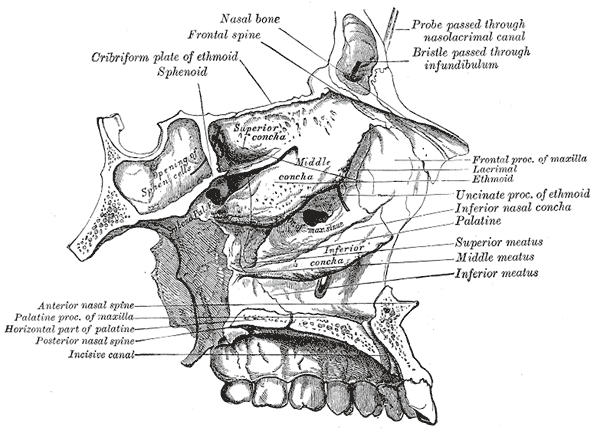

Meato nasal é o termo genérico que designa três orifícios nasais. O primeiro deles, o meato inferior, está localizado abaixo da concha nasal inferior e se abre para o duto lacrimonasal. O segundo, o meato médio, fica abaixo da concha nasal média e se abre para o seio maxilar, duto frontonasal e às células etmoidais anteriores e médias. Por fim, há um meato superior, situado abaixo da concha nasal superior, e que se abre às células etmoidais superiores.